# Леопард аравійський
Леопард аравійський (Panthera pardus nimr) — найменший підвид леопарда, критично підданий небезпеці. Є одним з найменших підвидів леопарда. Леопард аравійський живе в Ізраїлі, Саудівській Аравії, Об'єднаних Арабських Еміратах, Ємені і Омані.

## Зовнішній вигляд
Леопард аравійський має гарне хутро, вони мають золотавий колір на спині і бежевий на животі. Також мають багато плям по всьому тілі. Самці важать 30 кг, самиці 20 кг. Вони набагато менші за їх азійських і африканських родичів.

## Ареал та поведінка
Живуть у високих горах Аравії, де полюють на гірських кіз, лисиць, і інших гірських тварин. Кожен дорослий самець має свою територію. На цій території може жити декілька самок. У посушливих сезонах леопарди розширюють свої території, за для знаходжень їжі.

## Живлення
Їдять маленьких ссавців, птахів, лисиць, гірських газелей. В основному живляться козами, готові їсти падаль. Ці спритні і хитрі тварини полюють на світанку і сутінках.

## Кількість особин
Цей підвид леопарда критично наражається на небезпеку. Потік браконьєрства припав на 1990. На Аравійському півострові знаходиться менше 100 леопардів, в Ізралії — 15-18, і ще 50 в зоопарках по всьому світу.